# モノカゲクエスト
『モノカゲクエスト』は、ポイソフトより2015年8月26日に配信されたニンテンドー3DSダウンロード専用ステルスRPG。

## ストーリー
目立ちすぎると死ぬ呪いをかけられた勇者が目立たないように呪いをかけた隻眼の魔術師を倒して呪いを解くため旅に出る。

## システム
主人公には「目立ちゲージ」と呼ばれるものがあり、敵味方問わず変化、満タンになるとゲームオーバー。舞台となるアリエス国に点在する洞窟や迷宮で他の勇者の前で宝箱を開けたり敵を倒すときだけでなく、街中でも同じく目立たないように注意しなければならない。単に相手の視界に入ることや強力な装備、レベルの上昇によってもゲージが変化する。

## 登場キャラクター

### メインキャラクター
主人公
本作の主人公。性別と種族の設定は可能。隻眼の魔術師に「モノカゲの呪い」を与えられている。
アリエス8世
アリエス国の国王であり、隻眼の魔術師とは敵対関係という。娘のロレッタを心配している。
ロレッタ
アリエス8世の一人娘。とてもワガママでヤンチャな性格をしており、勝手に城を抜けてダンジョンに行くことがあるという。
ネイサン
勇者会の受付をしている女性。街を訪れる多くの勇者達の心を笑顔で癒している。
カピタン
「真珠亭」長期滞在している男性兵士。他国からやって来たらしく、その使命を果たせていないという。

### サブキャラクター
隻眼の魔術師
主人公に「モノカゲの呪い」を与えた張本人。伝説の三巨人であるヘカトンケイルとサイクロプスとティターンを下僕に従えている。普段は「一ツ眼の洞窟」の地下深くに潜んでおり、かなり昔からアリエス国にいる。
ツナミ
魔王軍四天王の一人であり、通称「吸血女王ツナミ」。昼は力が出ないらしく、アリエスの街にずっといる。
シキ
魔王軍四天王の一人であり、通称「死靈術士シキ」。「一ツ眼の洞窟」にいるモンスターと探索している勇者を区別なく襲うらしく、死亡してもしばらくしたら蘇る不死の特性を持っている。

## 評価
ファミ通クロスレビューでは8、6、8、7の29点。レビュアーは「呪いの設定がユニーク、システムに上手く落とし込んでいる」「街へ帰還しなくても目的地にたどり着けるゲームバランスは○」とした一方「視線ラインが視認しにくい」「行動に制約がかかるばかりで楽しさに繋がっていないように感じる」「ダンジョン内で中断セーブができない」「装備品、消耗品が一緒の画面なのは不便」とした。また、「BestPickofThisWeek! 今週はコレを買え!」では同じ号でレビューした10作品のうち、レビュアー5人中2人が本作を選んだ。
インサイドではテンポよく進められ気楽にプレイできることやサイドストーリーや主人公強化のやり込み度が豊富とした一方、範囲判定が洗練されていない、依頼されたクエストの報酬よりその過程で得られる報酬の方が大きい、ダンジョン内での中断、再開機能が欲しかったとした。